# Ibrahim Adel
Ibrahim Adel (Puerto Saíd, 23 de abril de 2001) es un futbolista egipcio que juega en la demarcación de delantero para el Pyramids F. C. de la Liga Premier de Egipto.

## Selección nacional
Tras jugar en las categorías inferiores de la selección, finalmente hizo su debut con la selección de fútbol de Egipto el 30 de septiembre de 2021 en un encuentro amistoso contra Liberia que finalizó con un resultado de 2-0 tras un doblete de Mohamed Sherif.

## Clubes
| Club        | País   | Año   | Partidos | Goles |
| ----------- | ------ | ----- | -------- | ----- |
| Pyramids FC | Egipto | 2019- | 158      | 47    |